# Kanton Bailleul
Kanton Bailleul (francouzsky Canton de Bailleul) je francouzský kanton v departementu Nord v regionu Hauts-de-France. Tvoří ho 23 obcí. Zřízen byl v roce 2015.

## Obce kantonu
| - Bailleul - Berthen - Boeschepe - Borre - Caëstre - Cassel - Le Doulieu - Eecke - Flêtre - Godewaersvelde - Hondeghem - Merris | - Méteren - Nieppe - Oxelaëre - Pradelles - Sainte-Marie-Cappel - Saint-Jans-Cappel - Saint-Sylvestre-Cappel - Staple - Steenwerck - Strazeele - Vieux-Berquin |